# Gmina Them
Gmina Them (duń. Them Kommune) – w latach 1970–2006 (włącznie) jedna z gmin w Danii w ówczesnym okręgu Århus Amt. 
Siedzibą władz gminy była miejscowość Them. 
Gmina Them została utworzona 1 kwietnia 1970 na mocy reformy podziału administracyjnego Danii. Po kolejnej reformie w 2007 r. weszła w skład nowej gminy Silkeborg.

## Dane liczbowe
- Liczba ludności: (♀ 3564 + ♂ 3436) = 7000
  - wiek 0-6: 9,3%
  - wiek 7-16: 15,4%
  - wiek 17-66: 64,3%
  - wiek 67+: 11,0%
- zagęszczenie ludności: 33,3 osób/km²
- bezrobocie: 4,7% osób w wieku 17-66 lat
- cudzoziemcy z UE, Skandynawii i USA: 151 na 10 000 osób
- cudzoziemcy z krajów Trzeciego Świata: 123 na 10 000 osób
- liczba szkół podstawowych: 3 (liczba klas: 50)